# Imogen
Imogen es un nombre propio de persona inglés femenino. Su origen es celta y significa «chica».

## Variantes
- Imogene (femenino), popular en América.

## Origen y difusión
El primer registro escrito del nombre Imogen se dio en la obra Cimbelino, de Shakespeare. De manera accidental o voluntaria, el autor inglés escribió de manera incorrecta el nombre «Innogen», reina británica legendaria que supuestamente fue esposa del rey Bruto de Troya y madre de Locrino, Albanato y Kamber. 
Shakespeare utilizó el nombre Innogen, con dos «n», para un personaje fantasma de las primeras ediciones de Mucho ruido y pocas nueces. La primera referencia escrita del nombre Innogen aparece en los textos de Godofredo de Monmouth y proviene del irlandés antiguo inghean o ingen («hija», «chica»). Un nombre basado en la misma raíz, «Inigena», aparece en una antigua inscripción ogam.
En Australia, Imogen fue el 35.º nombre femenino más popular de 2011 a 2013, mientras que en Inglaterra y Gales ocupó la 34.ª posición en 2014.

## Onomástico
El nombre no tiene correspondencia con ninguna santa, por lo que su onomástica se celebra el Día de Todos los Santos (1 de noviembre).

## Personas famosas con este nombre
- Imogene Coca (nacida en 1908), actriz estadounidense
- Imogen Cooper (nacida en 1949), pianista inglesa
- Imogen Cunningham (nacida en 1883), fotógrafa estadounidense
- Imogen Heap (nacida en 1977), cantautora inglesa
- Imogen Holst (nacida en 1907), compositora y directora de orquesta inglesa
- Imogen Poots (nacida en 1989), actriz británica
- Imogen Stubbs (nacida en 1961), actriz inglesa

## En la ficción
- Imogene, la protagonista de la ópera Il Pirata de Vincenzo Bellini
- Imogene "Idgie" Threadgoode, protagonizada por Mary Stuart Masterson en la película Tomates verdes fritos
- Imogen, protagonizada por Julia Stiles en la película Down to You
- Tía Imogene, protagonizada por Frances de la Tour en la película de 2010 Alicia en el país de las maravillas.
- Imogen Adams, protagonista de pretty little liar: original sin
- Imogen Heaney, de la serie de Netflix Heartstopper.